# Henk Jan Ormel
Hendrik Jan (Henk Jan) Ormel (ur. 15 grudnia 1955 w Utrechcie) – holenderski polityk i lekarz weterynarii, poseł do Tweede Kamer, deputowany do Parlamentu Europejskiego IX kadencji.

## Życiorys
Ukończył szkołę średnią w miejscowości Schiedam (1974), a w 1983 medycynę weterynaryjną na Uniwersytecie w Utrechcie. Praktykował jako lekarz weterynarii w Tilburgu i Hengelo. Pełnił różne funkcje w organizacjach gospodarczych i spółdzielczych. W 1999 wstąpił do Apelu Chrześcijańsko-Demokratycznego. W 2002 po raz pierwszy uzyskał mandat posła do Tweede Kamer. Z powodzeniem ubiegał się o reelekcję w wyborach w 2003, 2006 i 2010, zasiadając w niższej izbie Stanów Generalnych do 2012. Od 2007 do 2010 przewodniczył parlamentarnej komisji spraw zagranicznych. W 2012 został doradcą w centrali Organizacji Narodów Zjednoczonych do spraw Wyżywienia i Rolnictwa w Rzymie. W 2019 kandydował bez powodzenia do Europarlamentu; mandat posła do PE IX kadencji objął w lutym 2024, dołączając do frakcji chadeckiej.
Odznaczony Orderem Oranje-Nassau V klasy (2012).